# ليونارد وليامز (لاعب كرة قدم أمريكية)
ليونارد وليامز (بالإنجليزية: Leonard Williams)‏ هو لاعب كرة قدم أمريكية أمريكي، ولد في 20 يونيو 1994 في بيكرسفيلد في الولايات المتحدة.

## وصلات خارجية
- ليونارد وليامز على موقع مرجع كرة القدم المحترفة.كوم (الإنجليزية)